# フライ (料理)

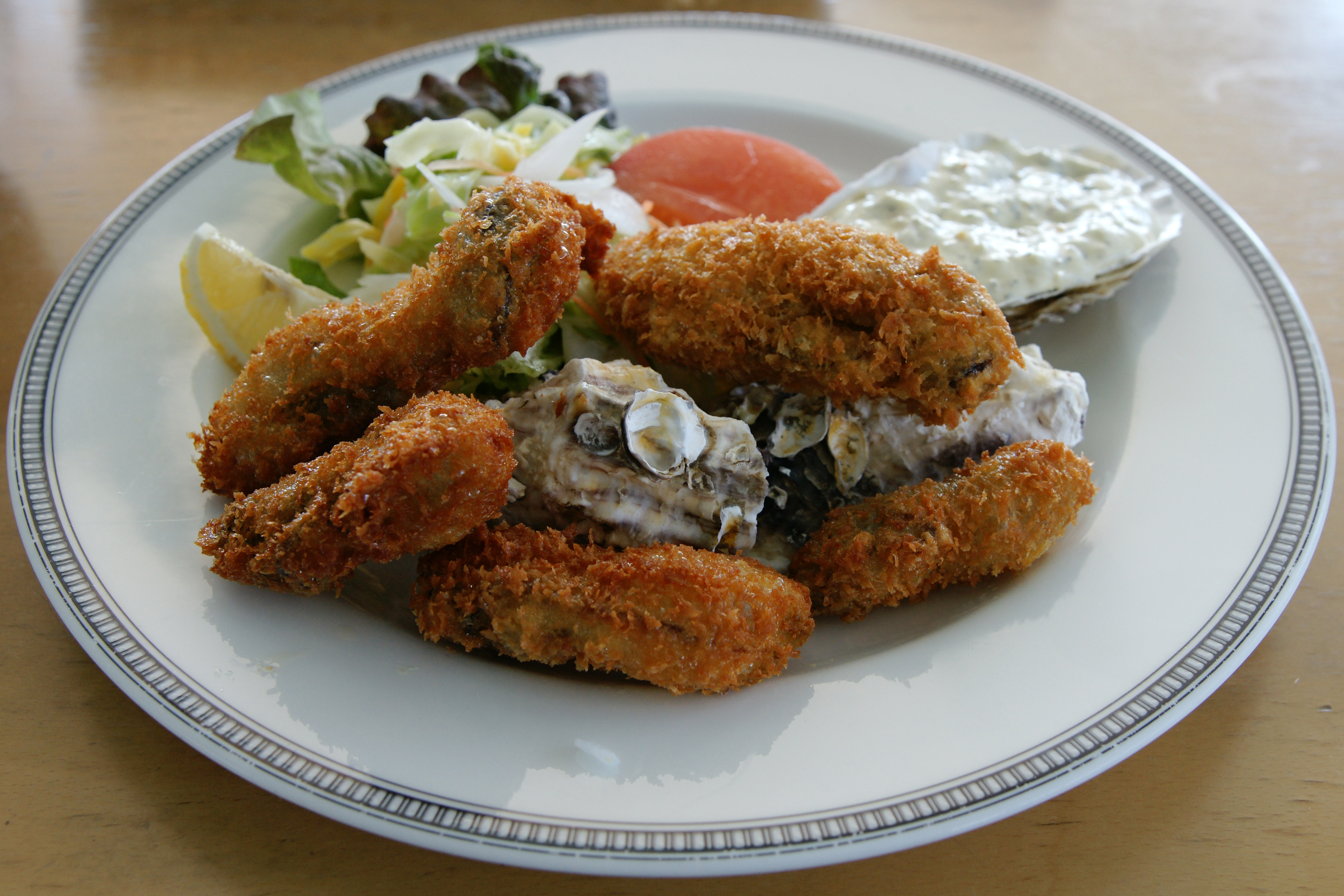
カキフライ

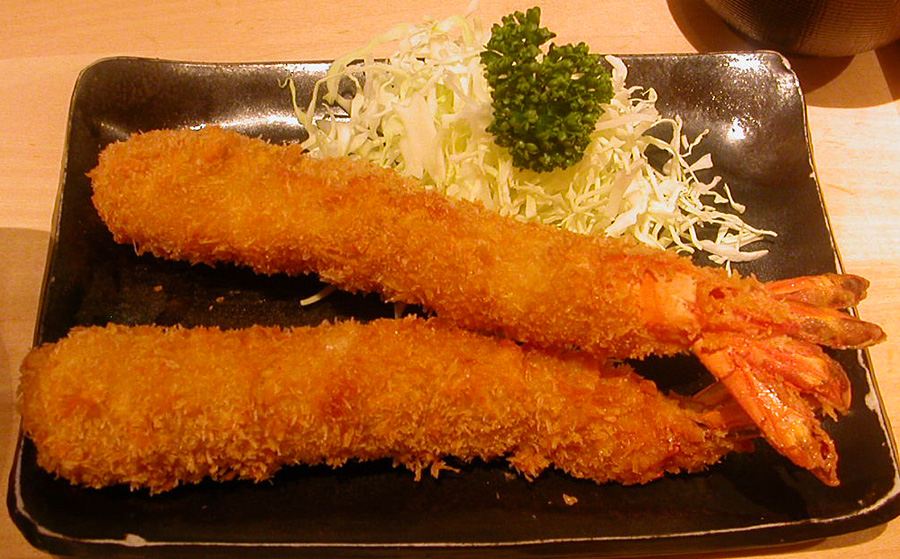
エビフライ

フライとは、おもに魚貝類や野菜などの食材にパン粉をつけて、多量の食用油で揚げたもの。またはその調理法。

## 概要
下ごしらえした材料を小麦粉・卵・パン粉の順にくぐらせ、油で揚げるという、調理方法としては豚カツを代表とするカツとほぼ同様であり、コロッケの揚げ方とも共通する。歴史的経緯から、食材が野菜や魚貝類の場合には「フライ」と呼び、豚肉・鶏肉・牛肉などの場合は「カツ」と呼び分けることが多い。ただし、スコッチエッグフライ、レバーフライ、フライドチキンなど、肉料理の中にも「フライ」と呼ばれるものがあり、一方で魚介類を使っていてもミンチにしてから揚げる場合には「魚カツ」「フィッシュカツ」「エビカツ」などと呼ぶ例もあるなど、境界はあいまいであり、調理方法としては特に区別されない場合もある。
現在も営業している銀座の老舗西洋料理店「煉瓦亭」は、ポークカツレツの開発と成功に味をしめた店主の試行錯誤により、カキフライやエビフライなどを誕生させている。なお、成功しなかったもののカニやタイラガイなども俎上に上げられたという。

## 調理

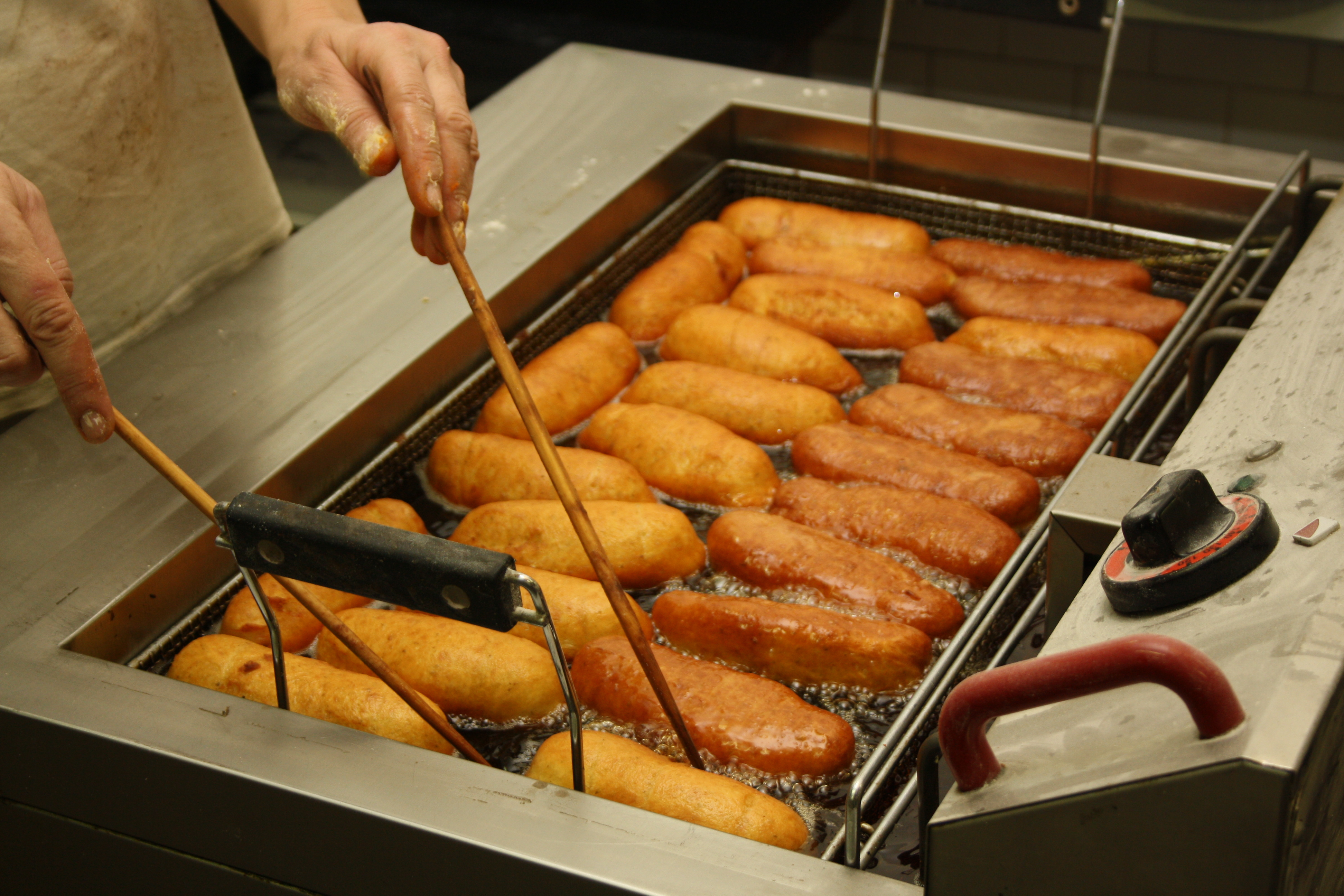
フライヤーと呼ばれる揚げ調理器具

フライの調理器具は、家庭や小料理店などではフライパンや中華鍋などが使われ、スーパーなどの業務用厨房やコンビニエンスストア等では専用のフライヤーが使われる。
魚を調理する場合、頭から食べられる小さなものは丸のまま、アジやイワシなどは頭を取って身を開き、鮭など大きなものは切り身にした状態で揚げる。エビやカニは彩りのために一部を残して殻をむいた状態、貝類はむき身の状態で揚げる。カニは爪の部分をフライに使うことが多い。
フライを加熱調理するとき、180度くらいに熱された衣はメラノイジンと呼ばれる色素の発生により、キツネ色に染まり香ばしい香りを生じさせる。また同様にディープフライ・フレーバーという油特有の香りを放つに至る。これらの香りとともに、揚げられる食材の水分が蒸発することにより旨みの濃縮がなされ、そしてさっくりとした食感が生まれる。これがフライ料理の持ち味であるといわれる。
揚げ置きには底に敷く金網の付属した専用のトレイを使うか、余分な油を吸い取ったり、盛り付けの器に直接油が付着しないようにクッキングペーパーを敷くこともある。

## フライのバリエーション
- 白身魚のフライ
- イカフライ・イカリングフライ（カラマリ）
- エビフライ
- カキフライ
- アジフライ
- フライドポテト（ポテトフライ）
- フライドチキン
- フィッシュ・アンド・チップス
- オニオンフライ
- ホタテフライ